# جزیره میخایلوف
جزیره میخایلوف (انگلیسی: Mikhaylov Island) جزیره‌ای پوشیده از یخ و آتشفشانی فوران‌نکرده در یخ‌تاق غربی جنوبگان است که ارتفاع آن به ۲۴۰ متر می‌رسد و در ۱۱ کیلومتری شمال‌غرب جزیره لسکوف قرار دارد. این جزیره در سال ۱۹۵۶ در مأموریت اکتشافی اتحاد شوروی کشف و به نام پاول میخایلوف که هنرمندی در سفر اکتشافی فابین گوتلیب فن بلینگسهاوزن طی سال‌های ۱۸۱۹ تا ۱۸۲۱ بود، نام‌گذاری شد.